# Ochlokrati
Ochlokrati (gr.:  ὀχλοκρατία, okhlokratía "pøbelvælde", af ὄχλος okhlos "pøbel" og αρχία arkhía "styre") er en styreform, hvor folkemasserne styrer. Ochlokrati er demokrati, som er blevet ødelagt af demagogi og populisme.
Begrebet blev først beskrevet af Polyb i hans værk Historier. I antikken blev styreformen anset som værende en af de tre dårlige styreformer (sammen med tyranni og oligarki).
Aristoteles benyttede ikke begrebet, men kaldte i stedet det gode folkestyre for politeia og det dårlige for demokrati.
| Politik | Spire Denne artikel om politik og ideologi er en spire som bør udbygges. Du er velkommen til at hjælpe Wikipedia ved at udvide den. |